# Rubus adenanthoides
Rubus adenanthoides är en rosväxtart som beskrevs av Newton. Rubus adenanthoides ingår i släktet rubusar, och familjen rosväxter. Inga underarter finns listade i Catalogue of Life.